# Burg Großschafhausen
Die Burg Großschafhausen ist eine abgegangene Höhenburg auf 540 m ü. NN circa 2200 Meter nördlich des Ortsteils Großschafhausen der Gemeinde Schwendi im Landkreis Biberach in Baden-Württemberg.
Die um 1182 erwähnte Burg wurde um 1525 zerstört. Von der ehemaligen Burganlage ist nichts erhalten.